# Temnora turlini
Temnora turlini är en fjärilsart som beskrevs av Philippe Darge 1975. Temnora turlini ingår i släktet Temnora och familjen svärmare. Inga underarter finns listade i Catalogue of Life.